# Pokémon Spada e Scudo: L'isola solitaria dell'armatura
Pokémon Spada e Scudo: L'isola solitaria dell'armatura (ポケットモンスター ソード・シールド 鎧の孤島?, Poketto Monsutā Sōdo Shīrudo: Yoroi no Kotō) è il primo di due contenuti scaricabili costituenti il pass di espansione dei videogiochi Pokémon Spada e Scudo per Nintendo Switch, sviluppato da Game Freak e pubblicato da The Pokémon Company e Nintendo il 17 giugno 2020. Precede Le terre innevate della corona, pubblicato il 22 ottobre dello stesso anno. La versione fisica del pass di espansione, in allegato con il videogioco base, è stata pubblicata il 6 novembre 2020.
Il pass di espansione di Pokémon Spada e Scudo sostituisce la terza versione o sequel, che vengono solitamente impiegati all'interno della serie Pokémon. L'espansione è ambientata sull'Isola dell'Armatura, basata sulla reale Isola di Man, situata al largo della regione di Galar. Il giocatore controlla il protagonista durante il suo viaggio attraverso l'isola, sede del dojo dell'ex campione della regione di Galar. Il gameplay è incentrato sull'allenamento del Pokémon leggendario Kubfu, introdotto proprio con l'espansione. Completando l'addestramento, Kubfu si evolverà in una delle due forme del Pokémon Urshifu.

## Trama
Il giocatore arriva sull'isola tramite un taxi volante e fa la conoscenza di un nuovo rivale, differente in base alla versione del gioco: Savory se si gioca a Pokémon Scudo e Sofora se si gioca a Pokémon Spada. A causa di un fraintendimento, il rivale pensa che il giocatore sia un nuovo studente del dojo e lo sfida a una battaglia Pokémon. Il giocatore viene invitato a visitare il Dojo Master, dove incontra Mustard, il maestro del dojo ed ex campione della regione, che sfida il giocatore a una battaglia. Quando il giocatore vince la battaglia, Mustard dichiara che il dojo è pieno e avvia le "tre prove", al termine delle quali il vincitore riceverà l'armatura segreta del Dojo Master.
La prima prova consiste nell'inseguire e sconfiggere tre Slowpoke particolarmente veloci, dopo che questi hanno rubato l'uniforme dojo del rivale. Battuti tutti i tre i Pokémon, Mustard permette a tutti coloro che sono riusciti a raggiungere almeno uno Slowpoke il passaggio alla seconda prova. Questa consiste nel trovare dei Funghimax per la ricetta segreta del dojo, la Zuppamax, che consente a certi Pokémon di raggiungere lo stadio Gigamax. Tornati al dojo coi funghi, il giocatore e il rivale scoprono di essere gli unici ad aver superato la prova. L'ultima sfida consiste in una battaglia Dynamax tra il giocatore e il rivale al campo di battaglia del dojo. Uscitone vittorioso, il giocatore ottiene l'armatura segreta del dojo Dojo Master: il Pokémon leggendario Kubfu.
Mustard chiede al giocatore di migliorare la sua amicizia con Kubfu e gli consiglia di portarlo a visitare vari punti dell'isola,; solo durante questo periodo gli studenti del Dojo Master saranno presenti in diversi punti dell'isola per permettere al giocatore e a Kubfu di combatterli. Quando il giocatore e Kubfu diventano migliori amici, Mustard invita il giocatore a scegliere tra la Torre dei Due Pugni, la Torre Acqua o la Torre Buio, e a sfidarla con Kubfu. Indipendentemente da quale torre il giocatore sceglie, Mustard sarà in attesa al piano superiore, pronto a sfidarlo con il proprio Kubfu. Dopo aver sconfitto Mustard, il giocatore può far esaminare a Kubfu una pergamena speciale che lo farà evolvere in Urshifu. A seconda di quale torre il giocatore sceglie, i tipi e le mosse che Urshifu otterrà saranno diversi.
Se il giocatore ha già completato la storia principale del gioco base, al suo ritorno al dojo scopre che Hop, il rivale del giocatore nei giochi base, è venuto sull'Isola dell'Armatura per fare ricerche sul fenomeno Dynamax. Mustard spiega al giocatore che Urshifu odia il gusto della Zuppamax, quindi per fargli bere la zuppa e sbloccare così il suo potenziale Gigamax è necessario un ingrediente speciale. Il giocatore e Hop ricevono il compito di trovare l'ingrediente speciale, che Hop capisce essere il miele. Lui e il giocatore viaggiano all'Isola Quietarnia, dove il giocatore deve affrontare un Vespiquen Dynamax, dal quale ottiene l'ingrediente mancante. Al ritorno del giocatore al dojo, Mustard lo informa che vuole affrontarlo in una battaglia senza esclusione di colpi, dove userà tutta la sua potenza. Durante la battaglia Mustard usa il suo Urshifu Gigamax, della forma opposta a quella del giocatore. Dopo essere stato sconfitto, Mustard dichiara che non ha più nulla da insegnare loro, ponendo fine alla trama.
Una missione secondaria comporta il pagamento di grandi quantità di watt — la valuta speciale guadagnata nella Zona selvaggia, nell'Isola dell'Armatura o nella Tundra della Corona — alla moglie di Mustard, Tania. Questi pagamenti sbloccano potenziamenti per il dojo e altri bonus, tra cui una lotta contro Tania stessa. Il giocatore può chiedere di combattere contro Mustard una volta al giorno, lo stesso accade anche con Sofora o con Savory. Una volta che il giocatore amplia al massimo il Dojo Master, un filmato mostra il giocatore che fa una passeggiata con Tania alla Pianura Inchino, ringraziandolo per tutti i watt investiti per rendere il Dojo Master la struttura che è attualmente. Infine consegna al giocatore la card della Lega Pokémon.

## Modalità di gioco
Il giocatore controlla gli spostamenti del personaggio da una prospettiva tridimensionale e potendo controllare a piacimento l'inquadratura. L'isola su cui è ambientata l'espansione è una vasta terra selvaggia open world, con diversi tipi di meteo, che ha implicazioni su quali specie di Pokémon appaiono in un dato momento. Inoltre appaiono le cosiddette "Dynatane", piccole arene per combattere e catturare Pokémon in forma Dynamax e Gigamax. Il gioco introduce delle prove, che vengono assegnate dal maestro del dojo dell'isola ed ex campione di Galar Mustard, anche maestro del campione attuale/precedente (a seconda dei progressi del giocatore nella serie principale) Leon, e che devono essere completate per far avanzare la storia. Le prove includono combattimenti Pokémon e la raccolta di oggetti per la Zuppamax, utilizzata per far raggiungere ai Pokémon lo stadio Gigamax. Queste prove permettono ai giocatori di ottenere Kubfu, un Pokémon che può essere addestrato per essere evoluto in Urshifu: in base all'allenamento Kubfu si evolverà in un Urshifu di tipo Acqua/Lotta o Buio/Lotta. 
È presente il "Cram-o-Matic", una macchina dalle fattezze del Pokémon Cramorant che combina elementi per crearne di nuovi, talvolta rari. Una meccanica che viene riproposta da Pokémon Let's Go, Pikachu! e Let's Go, Eevee! è che il primo Pokémon in squadra può seguire il giocatore nella mappa di gioco. È stata inoltre introdotta una nuova forma di combattimento chiamata "Sparring Limitato", che limita i tipi di Pokémon che il giocatore può usare in una battaglia. L'espansione offre una missione secondaria nella quale bisogna trovare 151 Diglett di Alola, la cui ricompensa sono le forme di Alola di alcuni Pokémon in base al numero di Diglett trovati.

### Pokémon
L'espansione introduce il Pokémon leggendario Kubfu e la sua evoluzione Urshifu. Fanno la loro comparsa anche una forma regionale di Slowpoke e Slowbro e nuove forme Gigamax per Venusaur, Blastoise, per le evoluzioni finali dei Pokémon iniziali della regione (Rillaboom, Cinderace, e Inteleon) e per entrambe le forme di Urshifu. Il pass di espansione include inoltre il Pokémon misterioso Zarude, uno dei protagonisti del film Pokémon - I segreti della giungla. L'espansione reintroduce 108 specie Pokémon non presenti nel gioco base, nonostante Game Freak avesse precedentemente mostrato avversione all'aggiunta di Pokémon dopo l'uscita del gioco base.

## Sviluppo
Lo sviluppo de L'isola dell'armatura è iniziato poco prima della pubblicazione di Pokémon Spada e Scudo.
Il pass di espansione è stato annunciato il 9 gennaio 2020 durante il Pokémon Direct e di nuovo mostrato brevemente il 26 marzo durante il Nintendo Direct Mini. In seguito l'espansione è stata mostrata più dettagliatamente il 17 giugno durante il Pokémon Presents, qualche ora prima dell'uscita de L'isola dell'armatura.

## Accoglienza
| Testata                          | Giudizio |
| -------------------------------- | -------- |
| Metacritic (media al 22-07-2020) | 69/100   |
| 4Player                          | 76/100   |
| Destructoid                      | 7/10     |
| GameSpot                         | 8/10     |
| IGN                              | 7/10     |
| JXV                              | 11/20    |
| Nintendo Life                    | [ 29 ]   |
| TouchArcade                      | [ 30 ]   |

L'isola dell'armatura ha ricevuto un'accoglienza mista stando a Metacritic. Uno dei punti salienti secondo alcuni critici è stata la vasta area di Terre Selvagge che si sviluppa attraverso le isole. Kallie Plagge di GameSpot ha notato che l'espansione ha "raddoppiato" l'idea delle Terre Selvagge rendendola "più grande e migliore" rispetto alla versione del gioco base, lodando i diversi scenari e gli elementi di gioco, come il sistema meteo dinamico. La recensione di Alex Olney di Nintendo Life spiega che l'area selvaggia è stata pensata e pianificata con cura, ma viene in parte rovinata dalla "grafica sporca". Ha anche elogiato il ridimensionamento dei Pokémon che originariamente mancava nel gioco base, come ad esempio con l'aumento delle dimensioni di Wailord.
La durata del gioco è stata giudicata troppo breve: Ávaro Alonso di Hobby Consolas e Travis Northup di IGN, ad esempio, si sono lamentati che l'espansione dura solo un paio d'ore e la mancanza di una vera e propria parte successiva alla storia principale non aiuta a migliorare questo problema.
Le critiche principali si sono focalizzate sulla modalità di gioco e sulla storia. Chris Carter di Destructoid ha affermato che l'espansione è valida ma che non risolve i problemi che il gioco si porta dietro, né riesce a rinnovare la ritrita formula dei titoli Pokémon. Altri critici hanno affermato che il gioco non offre molto. Sam Loveridge di GamesRadar+ ha concluso che la storia e i personaggi potrebbero non essere sufficienti per eccitare i fan della serie e che le Terre Selvagge risultano ripetitive.